# Mykola Bahlej
Mykola Lvovytsj Bahlej (Oekraïens: Микола Львович Баглей, Russisch: Николай Львович Баглей) (Kiev, 25 februari 1937 - aldaar, 3 maart 1991) was een Oekraïens basketbalspeler die speelde voor het basketbalteam van de Sovjet-Unie. Hij kreeg de onderscheiding Meester in de sport van de Sovjet-Unie, Internationale Klasse (1965).

## Carrière
Bahlej speelde zijn hele loopbaan voor SKIF Kiev, later Stroitel Kiev genoemd. Met Stroitel werd hij twee keer tweede om het landskampioenschap van de Sovjet-Unie, in 1965, 1966 en in 1964 en 1970 werd Bahlej derde met Stroitel.
Bahlej won de zilveren medaille voor de Sovjet-Unie op de Olympische Zomerspelen van 1964. Bahlej won ook een gouden medaille op de Europese kampioenschappen in 1965.
Met de Oekraïense SSR werd Bahlej winnaar van de Spartakiade van de Volkeren van de USSR in 1967.

## Erelijst
- Landskampioen Sovjet-Unie:
  - Tweede: 1965, 1966
  - Derde: 1964, 1970
- Olympische Spelen:
  - Zilver: 1964
- Europees kampioenschap: 1
  - Goud: 1965
- Spartakiade van de Volkeren van de USSR: 1
  - Winnaar: 1967